# Begrotingsafgrond
Begrotingsafgrond (Engels: fiscal cliff) is een term die in 2012 opkwam om de macro-economische effecten te beschrijven die zouden optreden als gevolg van het verlopen van een aantal belastingfaciliteiten in combinatie met de toepassing van de sequestration in de Verenigde Staten met ingang van 1 januari 2013. 
Deze belastingfaciliteiten waren enkele jaren ervoor ingevoerd en bestonden in hoofdzaak uit een verlaging van een aantal belastingtarieven; het aflopen ervan zou tot gevolg hebben dat de eerder geldende hogere tarieven zouden herleven. Het gevolg daarvan zou een stijging van de belastingopbrengsten zijn, doch tevens een navenante daling van het besteedbaar inkomen van de Amerikaanse bevolking en de winsten van het Amerikaanse bedrijfsleven, hetgeen zou leiden tot een daling van de economische groei. Een voortzetten van deze faciliteiten zou echter leiden tot een verdere stijging van de Amerikaanse overheidsschuld, hetgeen op termijn (eveneens) tot lagere groei zou leiden aangezien rentelasten een steeds groter beslag op de totale middelen zouden leggen. 
Volgens het Congressional Budget Office zou met het tegelijkertijd aflopen van alle desbetreffende faciliteiten een bedrag gemoeid zijn voor 2013 van $330 miljard. De verwachting was dat de economie van de Verenigde Staten daardoor in een recessie zou belanden. 
Na de herverkiezing van president Barack Obama in november 2012 bleek er sprake te zijn van grote meningsverschillen tussen de Democraten en de Republikeinen over de te volgen aanpak. 
Op dinsdag 1 januari 2013 werd een voorlopig en gedeeltelijk akkoord bereikt en door de Senaat en het Huis van Afgevaardigden aangenomen. Gezinnen met een inkomen boven $ 450.000 zouden meer inkomstenbelasting gaan betalen; een verlaging van de loonbelasting liep wel af; voor het overige werden de meeste bestaande maatregelen twee maanden verlengd. Met name besluiten over meerjarige bezuinigingen en over het schuldenplafond ("debt ceiling") werden vooruitgeschoven.